# Oliver Bleddyn
Oliver Bleddyn (Plymouth, 27 de janeiro de 2002) é um ciclista australiano.

## Início da vida
Ele é da Austrália Ocidental e começou a correr de bicicleta aos 12 anos. Ele estudou na Frederick Irwin Anglican School e na Applecross Senior High School. Em 2018, ele se juntou ao Western Australian Institute of Sport. Ele ganhou um título da Oceania Sub-19 na perseguição por equipe e ganhou uma prata na perseguição individual. Em 2021, ele começou a treinar no South Australia Institute for Sport.

## Carreira
Ele ganhou o ouro com a perseguição por equipes no Campeonato de Ciclismo de Pista da Oceania em Brisbane em 2022.
Ele terminou em terceiro no contrarrelógio no Campeonato de Ciclismo de Estrada da Oceania em 2023. Ele competiu pela Austrália na perseguição por equipe e na perseguição individual no Campeonato Mundial de Ciclismo de Pista UCI de 2023 em Glasgow.
Ele competiu nas Olimpíadas de Paris de 2024 na perseguição por equipes, ganhando a medalha de ouro.